# Eric van Hemert
Eric van Hemert (Naarden, 9 november 1950) is een Nederlands kunstschilder en acteur.

## Biografie

### Jeugd en opleiding
Van Hemert werd geboren als jongste zoon van regisseur Willy van Hemert en danseres Miep Kronenburg en groeide op in Naarden. Hij was van kinds af aan al geïnteresseerd in tekenen. Hij volgde in 1962 privé-tekenlessen bij Peter Zwart en in 1964 schilderen bij Bert Grotjohann.

### Loopbaan
Van Hemert maakte verschillende kunstopdrachten voor exposities en galerieën. Zo maakte hij in 1979 werken voor galerie "De Pook" te Hengelo en in 1987 voor "Galerie Felix" in Maastricht. In 1991 was hij te zien als kunstschilder in de tv serie Spijkerhoek. In 2003 maakte hij een kunstexpositie voor "Galerie Anoesjka" in Kockengen en maakte hij in 2014 een schilderijententoonstelling in de Grote kerk in Edam.

## Werken
| - Hartelijk gefeliciteerd (1987) - De brug - Amish partenkirchen - Boulevard de flanel - De droom - Verstokte vrijgezel - De levensfabriek - Serpantycoat - Tocht - De grotten van Hans - Identiteitscrisis - De verzoening - Gatewalk - Gebroeders Saris - Snijden aan gordel | - Centrale 2 - Pauze - Flora - Voortgang - De reiziger - De werker - Nirvaná - Het gebaar - Soerakarta - Vita nova - Stilleven met paprika - De reis - Onmacht - Miepie |